# Elachistocleis surinamensis
Espèce
Synonymes
- Bufo surinamensis Daudin, 1802
- Rana bufonia Merrem, 1820

Statut de conservation UICN

 LC : Préoccupation mineure
Elachistocleis surinamensis est une espèce d'amphibiens de la famille des Microhylidae.

## Répartition
Cette espèce se rencontre au Suriname, à Trinité-et-Tobago, en Guyane, au Guyana et au Venezuela.

## Étymologie
Son nom d'espèce, composé de surinam[e] et du suffixe latin -ensis, « qui vit dans, qui habite », lui a été donné en référence au lieu de sa découverte, le Suriname.

## Publication originale
- Daudin, 1802 : Histoire naturelle des rainettes, des grenouilles et des crapauds, p. 1-108 (texte intégral).